# Джи юнит
„Джи Юнит“ е рап-група, основана от рапъра Фифти Сент.
Името ѝ е съкращение на англ. от Guerilla Unit: G-Unit също така и Gangsta Unit. За първи път се прочуват из Ню Йорк през 2002 г., когато издават няколко нискотиражни албума. Стават световноизвестни когато основателят им Фифти Сент подписва с „Interscope Records“. Оттогава всички членове на групата са издали соло албуми.

## Създаване
След като е прострелян 9 пъти и е оставен без договор, 50 Cent сформира групата със свои приятели. Отначало тя включва него самия, Lloyd Banks и Tony Yayo, с които се познавал от малък. С продуцирането и бизнеса се занимавали Sha Money XL и Bang 'em Smurf. През лятото на 2002 Smurf напуска поради проблеми с 50 Cent. По късно към групата се присъединяват рапърът The Game и R&B певицата Olivia, които напускат съответно в годините 2005 и 2007.

## Ранна кариера
През 2002 „Джи Юнит“ записват няколко нискотиражни албума, продавани предимно в Куинс, Ню Йорк. Първият е на 50 Cent „Guess Who's Back“, който включва много от песните от неиздадения „Power of The Dollar“. Следващият „50 Cent is The Future“ е заедно с групата и песните са с мелодии, взети от Jay-Z и Raphael Saadiq. Към края на годината издават и No Mercy, No Fear.

## Арест
На нова година между 2002 и 2003 членовете на „Джи Юнит“ са арестувани. Tony Yayo e осъден за незаконно притежание на оръжие и е изпратен в затвора, а Фифти Сент и Lloyd Banks се разминават с изпитателен срок. Когато започват да записват албума, взимат Young Buck като заместник на Yayo, който излиза от затвора през 2007 г. През април 2008 година Young Buck официално напуска групата „Джи Юнит“ подписвайки договор с G-Unit Records като солов изпълнител.

## Успех
След като е забелязан от Еминем и Др. Дре и първият му албум постига голям успех на музикалния пазар, Фифти Сент основава „G-Unit Records“. През ноември 2003 г. издават дебютния си албум Beg For Mercy, който впоследствие продава 2 000 000 копия в САЩ и 4 000 000 по света.

## Награди
- Vibe Awards
  - 2004 – Best Group – G-Unit
- AVN Awards
  - 2005 – Best Interactive DVD – Groupie Love
  - 2005 – Best Music – Groupie Love by Lloyd Banks

## Дискография
| Обложка | Информация |
| ------- | --- |
|         | Beg For Mercy - Дата на издаване: 14 Ноемви 2003 - Лейбъл: G-Unit / Interscope - Сингли: Stunt 101, Poppin’ Them Thangs, Wanna Get To Know You, Smile, My Buddy |

| Обложка | Информация |
| ------- | --- |
|         | Terminate On Sight - Дата на издаване: 1 юли 2008 - Лейбъл: G-Unit / Interscope - Сингли: I Like the Way She Do It, Rider Pt.2, Close to Me |